# Sangla (Estonia)
Sangla – wieś w Estonii, w prowincji Tartu, w gminie Rannu.